# GECOS
GECOS (później GCOS) – rodzina systemów operacyjnych, tworzonych na maszyny klasy mainframe. Pierwszy system z tej rodziny powstał w 1962 roku w firmie General Electric. Niektóre egzemplarze do dzisiaj są używane. Głównymi językami programowania, w których tworzono oprogramowanie są: Algol, Cobol oraz Fortran.